# Adrien van den Branden de Reeth
Le baron Adrien van den Branden de Reeth, né le 8 juin 1899 et mort le 26 juillet 1980, était un magistrat et homme politique belge.

## Famille
Van den Branden, membre de la famille Van den Branden de Reeth, était le fils du baron Raymond van den Branden de Reeth (1870-1947), premier avocat-général près la cour d'appel de Bruxelles et de Hortense du Roy de Blicquy (1874-1951). En 1923, il épousa Marie-Madeleine baronne d'Huart (1902-1978), avec qui il eut huit enfants.

## Biographie
Van den Branden, promu docteur en droit, rentra dans la magistrature et devint procureur du roi à Bruxelles. Il fut prisonnier politique tant durant la Première que la Deuxième Guerre mondiale. Au cours de la Deuxième, il dirigea un mouvement de Résistance à l'intérieur de la magistrature. Il contribua au faux Soir du 9 novembre 1943, exploit réussi qui fut de substituer un journal parodique au journal Le Soir collaborationniste. A la Libération, il devint secrétaire national du Front de l'Indépendance.
Dans le gouvernement Achille Van Acker II (2 août 1945 jusqu'au 9 janvier 1946, en fait jusqu'au 3 mars), il fut ministre des Victimes de guerre, en tant qu'extraparlementaire et technicien. Il faisait partie des ministres de la mouvance UDB. En tant que magistrat, il ne pouvait cependant pas être membre d'un parti politique, mais nul n'ignorait qu'il était associé à l'UDB. Assez curieusement, son chef de cabinet était le communiste Xavier Relecom. Il réussit à réconcilier les nombreux groupements et associations de victimes des nazis dans une Confédération nationale des prisonniers politiques et ayants droit, qui fut installée officiellement après qu'il eut quitté sa fonction ministérielle.
Après son départ du gouvernement, il reprit ses activités dans la magistrature, qu'il termina en tant que premier avocat-général auprès de la cour d'appel de Bruxelles.
En 1978, il publia, sous le pseudonyme de Nirade — anagramme de son prénom Adrien —, gentilhomme ordinaire du Roi, mais sans toutefois rechercher l'anonymat, un livre de souvenirs, d'anecdotes et d'études à caractère nobiliaires et généalogiques, intitulé De la grandeur et de la vanité nobiliaire ou la confession d'un généalogiste, sur les presses d'Eric Veys, le fils, à Tielt en Flandre, vis-à-vis du doyenné, MCMLXXVIII, sans approbation ni privilège.
Il avait également publié certaines études juridiques intéressant le généalogiste, telles :
- Une plaidoirie de Chaix d'Est Ange devant les Assises du Brabant, dans la Revue de Droit pénal, 1939, pages 725 et suivantes,
- Droit du nom et droit au nom, dans Le Parchemin, t. IX, 1952, pages 47 et suivantes.

ou encore des études purement généalogiques, telle :
- A propos de deux tableaux de quartiers Oyenbrugge, dans Le Parchemin, 1976, pages 70 et suivantes.

## Littérature
- Theo Luyckx, Politieke geschiedenis van België van 1789 tot heden, Brussel, 1964.
- Paul Van Molle, Le Parlement belge, 1894-1972, Anvers, 1972.
- Oscar Coomans de Brachène, État présent de la noblesse belge, Annuaire 1985, Bruxelles, 1985.
- Pieter Lagrou, Mémoires patriotiques et occupation nazie, Bruxelles, Ed. Complexe, 2003.